# Tappino-Altilia
La Tappino-Altilia è una gara su strada sulla distanza della mezza maratona (21 097 metri), che parte dalla località Tappino, a Campobasso, e si conclude presso il sito archeologico sannita-romano di Saepinum, nel comune di Sepino, alle propaggini del Massiccio del Matese. La manifestazione è inserita nel calendario nazionale FIDAL ed è valevole per il Campionato Regionale individuale e di società di mezza maratona amatori/master.
Organizzata annualmente in Molise dall'aprile del 1984, la Tappino-Altilia è ritenuta una delle più belle, suggestive ed affascinanti tra le gare podistiche in Italia. In considerazione delle sue caratteristiche peculiari, dal 2002 il Ministero per i Beni e le Attività Culturali l'ha inserita tra le manifestazioni delle Giornate Europee del Patrimonio dedicate al tema Lo sport nell'Italia antica. La tradizionale premiazione avviene nel teatro romano, messo a disposizione dalla Soprintendenza per i Beni Archeologici.
La XXXI edizione si terrà domenica 28 settembre 2014, organizzata dall'associazione sportiva dilettantistica Atletica Molise Amatori.

## Albo d'oro
| Edizione | Anno | Vincitore uomini     | Prestazione | Vincitrice donne      | Prestazione |
| -------- | ---- | -------------------- | ----------- | --------------------- | ----------- |
| I        | 1984 | Luigi Foschi         | 1h 12' 52"  | Annamaria Marcantonio | 2h 00' 59"  |
| II       | 1985 | Maurizio Paladino    | 1h 10' 24"  | Annamaria Marcantonio | 1h 57' 28"  |
| III      | 1986 | Agostino Zippo       | 1h 11' 21"  | Annamaria Marcantonio | 1h 58' 29"  |
| IV       | 1987 | Agostino Zippo       | 1h 12' 32"  | Assunta Calzone       | 1h 54' 45"  |
| V        | 1988 | Lucio Danza          | 1h 06' 52"  | Silvana Saporiti      | 1h 18' 44"  |
| VI       | 1989 | Domenico Zippo       | 1h 12' 12"  | Assunta Calzone       | 1h 35' 07"  |
| VII      | 1990 | Domenico Zippo       | 1h 12' 33"  | Assunta Calzone       | 1h 36' 19"  |
| VIII     | 1991 | Domenico Zippo       | 1h 13' 24"  | Assunta Calzone       | 1h 37' 17"  |
| IX       | 1992 | Nicola D'Alessandro  | 1h 12' 52"  | Assunta Calzone       | 1h 34' 56"  |
| X        | 1993 | Luigi Pastore        | 1h 28' 02"  | Giovanna Colucci      | n/d         |
| XI       | 1994 | Domenico Zippo       | 1h 32' 18"  | Camelia Janeva        | 2h 03' 15"  |
| XII      | 1995 | Stefano Cialella     | 1h 07' 50"  | Sandra Insogna        | 1h 20' 14"  |
| XIII     | 1996 | Sergio Palumbo       | 1h 09' 31"  | Camelia Janeva        | 1h 27' 09"  |
| XIV      | 1997 | Luca Rosa            | 1h 08' 21"  | Sandra Insogna        | 1h 20' 24"  |
| XV       | 1998 | Luca Rosa            | 1h 10' 09"  | Assunta Calzone       | 1h 26' 29"  |
| XVI      | 1999 | Vincenzo Romano      | 1h 10' 41"  | Assunta Calzone       | 1h 31' 11"  |
| XVII     | 2000 | Stefano Cialella     | 1h 08' 52"  | Francesca De Sanctis  | 1h 21' 42"  |
| XVIII    | 2001 | Luciano Di Pardo     | 1h 08' 43"  | Francesca De Sanctis  | 1h 23' 49"  |
| XIX      | 2002 | Ciro Della Sala      | 1h 08' 47"  | Maria Ciocca          | 1h 22' 17"  |
| XX       | 2003 | Pietro Carpenito     | 1h 10' 03"  | Alessandra Iacobucci  | 1h 23' 18"  |
| XXI      | 2004 | Pietro Carpenito     | 1h 09' 22"  | Paola Giacomazzi      | 1h 18' 14"  |
| XXII     | 2005 | Ivan Di Mario        | 1h 05' 29"  | Romana Sanguigni      | 1h 33' 54"  |
| XXIII    | 2006 | Ivan Di Mario        | 1h 05' 55"  | Laura Sabino          | 1h 31' 48"  |
| XXIV     | 2007 | Ivan Di Mario        | 1h 07' 58"  | Arianna Di Pardo      | 1h 30' 26"  |
| XXV      | 2008 | Luciano Di Pardo     | 1h 07' 36"  | Maria Pericotti       | 1h 23' 05"  |
| XXVI     | 2009 | Gianluca Ricci       | 1h 06' 43"  | Arianna Di Pardo      | 1h 23' 47"  |
| XXVII    | 2010 | Ivan Di Mario        | 1h 10' 35"  | Concetta Franzese     | 1h 25' 01"  |
| XXVIII   | 2011 | Ivan Di Mario        | 1h 07' 56"  | Arianna Di Pardo      | 1h 23' 41"  |
| XXIX     | 2012 | Hosea Kimeli Kisorio | 1h 04' 31"  | Martina Rocco         | 1h 17' 30"  |
| XXX      | 2013 | Giovanni Grano       | 1h 07' 25"  | Arianna di Pardo      | 1h 26' 27"  |
| XXXI     | 2014 | Ivan Di Mario        | 1h 05' 56"  | Annalisa Gabriele     | 1h 23' 05"  |
| XXXII    | 2015 | Ivan Di Mario        | 1h 09'49"   | Paola di Tillo        | 1h 22'32"   |